# 그리즐리 (가수)
그리즐리(본명: 고영호, 1992년 3월 28일 ~ )는 대한민국의 싱어송라이터이다.

## 음반

### 2014년
- 달세뇨(D.S)

### 2015년
- WITHU
- 그래서 그랬지

### 2016년
- Falling Down

### 2017년
- 불면증
- 미생
- i(아이)
- 글라이더
- Difference

### 2018년
- ISLAND
- 시골길(Countryside)

### 2019년
- Bench
- Phone
- Tell me who

### 2020년
- 삶, 숨, 쉼
- Yesterday
- Fake Red
- Favorite
- 꽃1.jpg
- 꽃2.jpg
- 꽃.zip

## 방송

### 2018년
- 더 팬